# スライデル駅
スライデル駅（英語：Slidell Station）はアメリカ合衆国ルイジアナ州スライデル フロント・ストリート1827にある駅。 全米各地を結ぶ旅客鉄道のアムトラックが乗り入れている。

## 概要
当駅はメイン・ストリートとペンシルベニア・ストリート間の線路の西側に位置していた木造の旧旅客駅を代替するために、ニューオーリンズ・アンド・イースタン鉄道とニューオーリンズ・アンド・グレートノーザン鉄道の駅として1903年頃建設された。1990年代初頭、スライデル市は駅を改修保存し、運営していくため1991年総合陸上交通効率化法 (ISTEA)に基づく予算を獲得するためルイジアナ州運輸開発省（LDOTD）に交付申請書を提出した。改修工事の着工前、ノーフォーク・サザン鉄道は駅舎と約8,000平方メートルの土地を寄贈した。そして駅改修工事ために市長がルイジアナ州運輸開発省との協定に入るための決議がなされた。同年には、国家歴史登録財に登録された。

## 利用可能な鉄道路線／列車
アムトラックの停車する列車は下記の通り。
ニューヨークとニューオーリンズ間の夜行長距離列車クレセント号…1日1往復停車